# 摩纳哥国家足球队
摩纳哥国家足球队是代表摩纳哥公国的一支国家足球球队，目前为止还没有被国际足联（FIFA）承认，也不是欧足联（UEFA）的成员。摩纳哥足球队也没有参加过任何正式的国际比赛。
摩納哥於2003年成為N.F.-Board的創始成員，並在2006年VIVA世界杯首屆賽事中獲得第二名。由於政治反對，摩納哥在2010年與該組織斷絕聯繫。

## 歷史
自2001年起，摩納哥參加過27次比賽。